# Maileen Nuudi
Maileen Nuudi (* 24. Mai 2000) ist eine estnische Tennisspielerin.

## Karriere
Nuudi begann mit fünf Jahren das Tennisspielen und bevorzugt Hartplätze. Sie spielt bislang vorrangig auf der ITF Women’s World Tennis Tour, wo sie bisher zwei Titel im Einzel und einen im Doppel gewinnen konnte.
Für die estnische Fed-Cup-Mannschaft hat sie seit dem Jahr 2016 bislang in 12 Begegnungen 17 Matches bestritten, davon sehs Einzel und 11 Doppel, wovon sie je vier Einzel und Doppel gewinnen konnte.

## Turniersiege

### Einzel
| Nr. | Datum           | Turnier   | Kategorie | Belag | Finalgegnerin          | Ergebnis      |
| --- | --------------- | --------- | --------- | ----- | ---------------------- | ------------- |
| 1.  | 26. Juni 2022   | Alkmaar   | ITF W15   | Sand  | Chiara Scholl          | 6:2, 5:7, 6:4 |
| 2.  | 21. August 2022 | Eindhoven | ITF W15   | Sand  | Anouck Vrancken Peters | 6:3, 7:5      |

### Doppel
| Nr. | Datum           | Turnier  | Kategorie | Belag | Partnerin             | Finalgegnerin                 | Ergebnis         |
| --- | --------------- | -------- | --------- | ----- | --------------------- | ----------------------------- | ---------------- |
| 1.  | 12. August 2023 | Koksijde | ITF W25   | Sand  | Kajsa Rinaldo Persson | Eva Vedder Stéphanie Visscher | 6:3, 2:6, [10:5] |